# 劍翔無人機
劍翔無人機是中華民國中山科學研究院研制之反輻射型無人航空載具。依作戰需求，分為誘標機與攻擊機二種機型。後續又成功研製「衛星定位攻擊」及「目標影像攻擊」兩種機型。並於2023年台北國際航太暨國防工業展展出。

## 研發背景
早在2002年7月底，中華民國國軍方即公布了引进、研制无人机的计划。首先考虑购买MQ-1捕食者无人攻击机，其次是寻求从以色列采购哈比无人机，最后是中山科學研究院研发新一代具有对地攻击能力的无人机。2003年部分媒体又猜测，國军准备列装的中翔二號無人機就是传闻中的自杀无人机，但后来证实与自杀无人机无关。
《全球防卫杂志》2012年11月第339期披露，中山科學研究院正在研制俗称“自杀无人机”的反辐射无人攻击机，主要用于“瘫痪大陆沿岸观察通讯、预警和战场管控雷达及防空导弹系统”。这项反辐射无人攻击机项目代号为“剑翔计划”，研究预算高达9.8亿新台币。报道称剑翔无人机使用了部分天劍二A型反輻射飛彈的技术，其外形和大小与著名的以色列哈比无人攻击机类似，都采用圆柱形机身和三角翼布局。因機型較小，所以採用40匹馬力的英國製轉子引擎，採螺旋槳設計。不过“剑翔计划”的研制并不顺利，曾因为程序控制问题和两次试飞失败，导致进度延后。2011年进行第三次测试才收集到完整的试飞数据，后续试飞得以进行。

## 概要

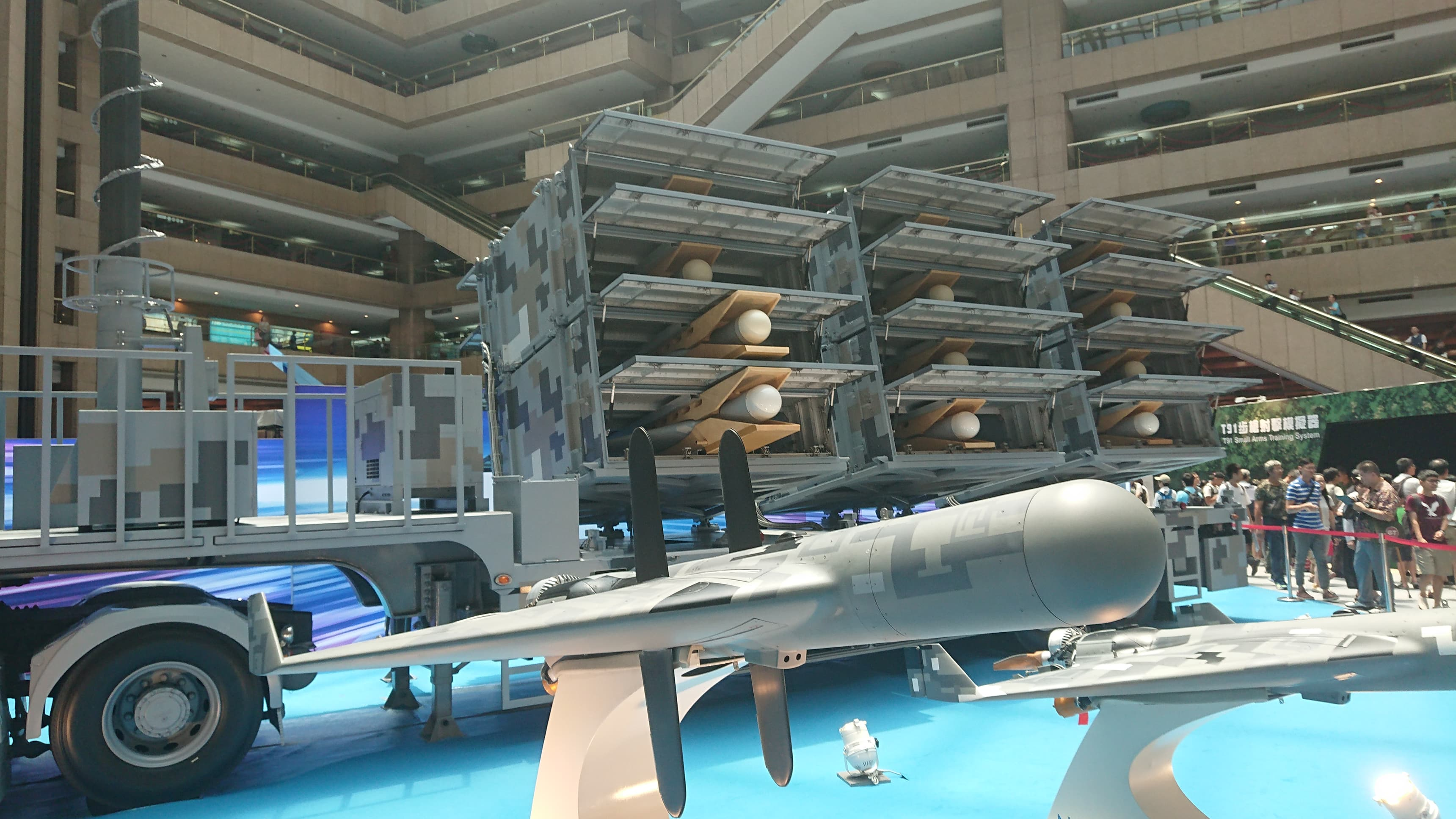
劍翔無人機與其機動發射車

2017台北國際航太暨國防工業展首度展出，已通過初期作戰評測，具備飛越台海並對中國大陸沿海陸基防空雷達實施「自殺攻擊」的能力。劍翔無人機具備雷達電子參數分析和自動歸向能力，能在偵獲敵方雷達訊號後進行高速「自殺攻擊」，僅需單向航程的飛行能力，所以不像其他攻擊型或偵蒐型無人機需考量回收問題。
2019年空軍防空暨飛彈指揮部，已編列5年800億元預算，以「劍翔計畫」為名，建構反輻射無人武裝載具系統，預算已通過立法院審議。國造反輻射無人機群，可鎖定敵艦雷達、武器系統電磁波來源展開攻擊，航程涵蓋中國大陸東南沿海雷達站，可跨海進行不對稱作戰。 
「劍翔」反輻射無人機載具，從尋標器、電腦、控制系統，均為中科院各所自行依需求設計，為中科院獨立設計製造劍翔無人機造價，比天劍2A反輻射飛彈為低，更比要價上億元的美製AGM-88反輻射飛彈便宜。劍翔無人機絕非媒體報導的造價要一億多，研判一架約2,500萬上下，劍翔無人機已經於今年開始量產，預計在6年內為空軍生產104架，擔負制壓敵方防空網的任務。
中科院航空所所長齊立平表示，直線飛行時此無人機最遠可達超過1000公里，而巡航速度時速200公里左右到了終端也將是時速500至600公里。

## 劍翔反輻射無人機全系統
2019年「台北航太暨國防工業展」及「台灣國際無人飛行載具展」展出。
全系統包括發射車與無人飛行載具機體。這型無人機被設計用來攻擊敵方地面、海基雷達的反輻射無人機，搭載雷達波尋標器與彈頭，具備雷達電子參數分析和自動歸向能力，能在偵獲敵方雷達訊號後進行高速自殺式攻擊，傳系統已通過初期作戰測評（IOC），有能力從地面發射進行遠距反輻射攻擊，亦即已具備飛越台海，並攻擊對岸沿海陸基防空雷達的初始作戰能力。
中科院展示的劍翔無人機皆裝載在發射車上，一輛發射車可裝載十二架。齊立平指出，該無人機可用於單機攻擊或「群攻」，並就他國船艦在內的所有輻射源進行壓制。
劍翔無人機的發射車可以機動部署在外島，甚至發射箱部署在船艦上也能夠發射。由於劍翔無人機及發射車、發射箱的塗裝為城市迷彩，由於劍翔必須在敵目標上方實施長時間的盤旋跟壓制，必須符合城市的背景顏色，呈現灰色系、幾何分割，俗稱為「空優迷彩」。

### 型號
劍翔無人機區分為「尋標機」、「攻擊機」兩型

## 量產
中科院人員表示，目前已進入量產階段，將成為空軍防空暨飛彈指揮部的標準配備，從2019年起的6年內預計生產104架劍翔無人機；而劍翔無人機可以在空中警戒的時間長久，可執行空中警戒，一但發現目標就進行自殺式攻擊，「因此劍翔是飛機，也是飛彈」，無人機發射後不會回收。
2022年立法院三讀通過「海空戰力提升計畫採購特別預算案」，國防部同時提出擴廠房後，中科院飛彈量產廠房2022年6月底完工後，產能提升評估，無人攻擊載具（劍翔無人機）目前未列年產能，但在產能提升後可達到每年48架。媒體報導，特別預算案2025年結案之前，將有3年多的時間可進行量產，預估「劍翔無人機」的最終產量應該可達150架左右。

## 服役部署
2022年國防部以「海空戰力提升計畫採購特別預算案」編列119億元，採購中科院自行研發的劍翔反輻射無人機，傳出第一批已經交給空軍，部署在北台灣的臨海高處陣地，執行反登陸作戰，可以透過自殺式攻擊，摧毀敵軍登陸船團和戰車、裝甲車，國防部部長邱國正沒有否認，但低調不願多說。據中科院管道證實，國造首套劍翔無人機攻擊系統月前已交軍，由空軍防空暨飛彈指揮部接裝正式戰備服役。據指出，首套系統規劃部署於北部臨海高處陣地，納入中樞防衛一環，擔任反登陸階段攻擊敵軍海面大型兩棲指揮艦的任務。對此，空軍司令部表示，空軍各式武器裝備籌獲，均依敵情威脅及作戰需求，妥慎規劃建置。有關媒體報導，空軍不予評論。空軍司令部參謀長黃志偉中將10月在立法院外交及國防委員會證實，空軍防空飛彈陣地重新整建第一階段六處，已於9月底前全數順利標出。據了解，順利發包的包括桃園龜山、山腳兩處防空陣地。據指出，空軍全台第一、二階段防空陣地整建，共有十七處陣地，其中多為過去國軍部署MIM-23鷹式飛彈的既有陣地，未來除將陸續部署十一套天弓三型防空飛彈外，另有四到五處陣地將部署國造劍翔無人機防禦系統。